# Rainsville (Alabama)
Pour les articles homonymes, voir Rainsville.
Rainsville est une ville américaine située dans le comté de DeKalb en Alabama.
Selon le recensement de 2010, Rainsville compte 4 948 habitants. La municipalité s'étend sur 20,58 milles carrés (53,3 km2), dont 20,56 milles carrés (53,25 km2) de terres.

## Démographie
| 1960 | 1970  | 1980  | 1990  | 2000  | 2010  |
| ---- | ----- | ----- | ----- | ----- | ----- |
| 568  | 2 099 | 3 907 | 3 875 | 4 499 | 4 948 |